# 17190 Retopezzoli
17190 Retopezzoli (1999 WY8) là một tiểu hành tinh vành đai chính được phát hiện ngày 28 tháng 11 năm 1999 bởi S. Sposetti ở Gnosca.